# George Keith (Quäker)

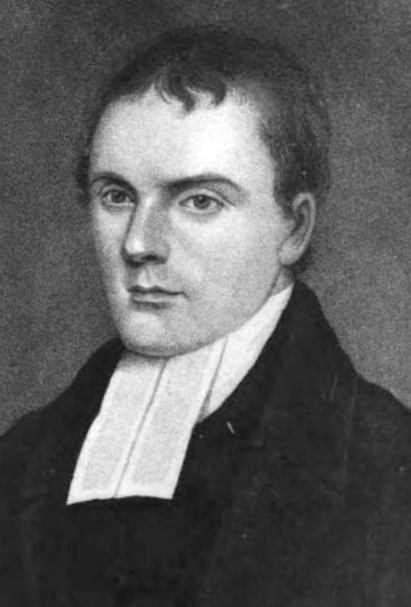

George Keith (* 1638/1639 in Peterhead, Aberdeenshire, Schottland; † 27. März 1716 in Edburton, Sussex, England) war ein schottischer Presbyterianer, der zum Quäkertum und danach zum Anglikanismus konvertierte.

## Leben
Keith stammte aus einer presbyterianischen Familie. Sein Vater war Sir John Alexander und seine Mutter Jeanne Watsonne Keith. Verheiratet war er mit Elizabeth Johnston. Er erhielt einen Abschluss von der University of Aberdeen.
Keith trat in den 1660er Jahren der Religious Society of Friends (Quäker) bei. 1677 begleitete er George Fox, William Penn und Robert Barclay auf einer Missionsreise in die Niederlande und Deutschland. Er verfasste 1674 die erste englische Übersetzung des Romans Ḥayy ibn Yaqẓān von Ibn Tufail, basierend auf einer lateinischen Version von Edward Pococke. 1676 beteiligte er sich auch an der Aberdeen-Kontroverse, an der Barclay mit Theses Theologicae beteiligt war. In dem Text Quakerism Confirmed ergriff er Partei für die Thesen von Barclay.
Im Jahr 1685, drei Jahre nachdem Barclay zum nicht ansässigen Gouverneur der Provinz East Jersey (Teil des heutigen amerikanischen Bundesstaates New Jersey) ernannt worden war, reiste Keith dorthin, um eine Anstellung als Landvermesser zu übernehmen. Im Jahr 1686 führte er die erste Vermessung durch, um die Quintipartite Deed-Grenze zwischen West Jersey und East Jersey zu vermessen, die heute noch als Keith-Linie bekannt ist.
Er ließ sich in einer Quäkersiedlung in der Nähe von Topanemus nieder, wo er beim Bau eines Versammlungshauses half und den Menschen den Glauben der Quäker predigte.
Um 1691 vertrat Keith die Auffassung, dass die Quäker sich zu weit vom ursprünglichen Christentum entfernt hatten, und es kam zu scharfen Meinungsverschiedenheiten mit seinen Glaubensbrüdern. Er überwarf sich mit dem Philadelphia Yearly Meeting und gründete in den Kolonien eine neue Gruppe namens „Christian Quakers“, die aber nur kurz Bestand hatte. Im Jahr 1693 veröffentlichten er und seine Anhänger den Text Exhortation & Caution to Friends Concerning Buying or Keeping of Negroes, eines der frühesten gedruckten Antisklaverei-Traktate in den Britischen Nordamerika-Kolonien. Der anerkannte Historiker David Brion Davis vertritt die Auffassung, dass Keiths Exhortation „das wichtigste religiöse Thema des Abolitionismus des 19. Jahrhunderts“ vorwegnahm.
Bei der Kontroverse waren auch die Quäker beteiligt, die aus Krefeld stammten und schon an der Anti-Sklaverei-Petition von Quäkern in Germantown 1688 beteiligt waren. Die Fürsprecher aus den Krefelder Quäker waren die Brüder Abraham und Hermann op den Graeff. Als Gegner stand ihnen ihr Bruder Dirck op den Graeff gegenüber. Letzterer war dann auch Mitunterzeichner des Urteils gegen Keith, das ihn von der Quäkergemeinschafft ausschloss. Von einem Weltlichen Gericht wurde er zu einer Strafe von fünf Pfund verurteilt. Der Drucker der Flugschrift kam ins Gefängnis. Es gab keine andere deutsche Familie, die so tief in den Konflikt involviert war.
Als er 1694 nach England zurückkehrte, wurde er von dem London Yearly Meeting (bzw. Britain Yearly Meeting) ausgeschlossen. 1699 griff er andere Quäker und sogar William Penn selbst an und warf ihnen vor, Deisten zu sein.
Im Mai 1700 wurde er zum Priester der Church of England geweiht. Mit Unterstützung der Society for the Propagation of the Gospel in Foreign Parts (SPG) kehrte Keith von 1702 bis 1704 als Missionar in die amerikanischen Kolonien zurück, mit dem Ziel, Quäker und andere für sich zu gewinnen. 1703 predigte er in Williamsburg, Virginia.
Nach seiner Rückkehr nach England war Keith bis zu seinem Tod am 27. März 1716 Rektor der Gemeinde Edburton in Sussex. Keith hatte eine Tochter (Anne), die mit dem Quäker George Walker aus Old Point Comfort verheiratet war. Anne konvertierte ebenfalls zum Anglikanischen Glauben. Ihr Mann blieb aber Quäker. Keith ist in Edburton auf dem Friedhof in der St Andrews Church begraben. Sein Grab hat einen Stein mit einer Inschrift, der 1932 aufgestellt wurde.